# Supercupa Europei 2017
Supercupa Europei 2017 a fost cea de-a 42-a ediție a Supercupei Europei, un meci anual de fotbal organizat de UEFA și disputat între campionii en-titre ai celor două competiții anuale europene, UEFA Champions League și UEFA Europa League. Meciul s-a jucat între Real Madrid, câștigătorii 2016-17 UEFA Champions League și Manchester United, câștigătorii 2016-17 UEFA Europa League. Acesta s-a jucat pe Philip II Arena din Skopje, Macedonia, pe 8 august 2017, și a fost prima finală UEFA organizată în această țară.
Real Madrid s-a impus în fața lui Manchester United, scor 2-1, goluri marcate de Casemiro și Isco (Real) / Lukaku (United).

## Stadion

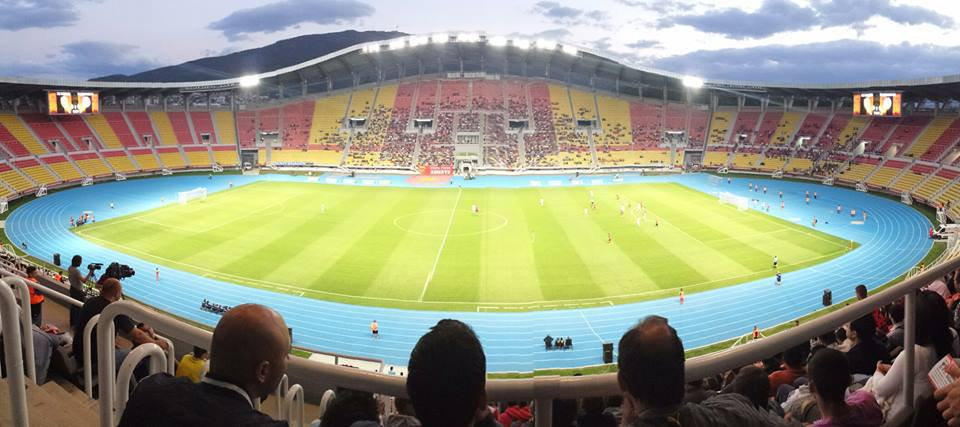
Pe Philip II Arena din Skopie a găzduit meciul.

Philip II Arena a fost anunțat ca fiind locul disputării, pe 30 iunie 2015, în urma deciziei Comitetului Executiv UEFA.

## Echipe
| Echipa            | Calificare                              | Participare anterioară (bold indică câștigători) |
| ----------------- | --------------------------------------- | ------------------------------------------------ |
| Real Madrid       | Câștigătorii Liga Campionilor 2016-17   | 1998, 2000, 2002, 2014, 2016, 2017               |
| Manchester United | Câștigătorii UEFA Europa League 2016-17 | 1991, 1999, 2008                                 |

## Meci
Câștigătoarea Ligii Campionilor a fost desemnată ca echipa ce joacă  "acasă" , pentru scopuri administrative.
| Real Madrid           | 2–1    | Manchester United |
| --------------------- | ------ | ----------------- |
| Casemiro 24' Isco 52' | Raport | Lukaku 62'        |

| Real Madrid | Manchester United |

|                 |    |                   |     |     |
| GK              | 1  | Keylor Navas      |     |     |
| RB              | 2  | Dani Carvajal     | 84' |     |
| CB              | 5  | Raphaël Varane    |     |     |
| CB              | 4  | Sergio Ramos (c)  | 86' |     |
| LB              | 12 | Marcelo           |     |     |
| CM              | 10 | Luka Modrić       |     |     |
| CM              | 14 | Casemiro          |     |     |
| CM              | 8  | Toni Kroos        |     |     |
| RF              | 11 | Gareth Bale       |     | 74' |
| CF              | 9  | Karim Benzema     |     | 83' |
| LF              | 22 | Isco              |     | 74' |
| Rezerve:        |    |                   |     |     |
| GK              | 13 | Kiko Casilla      |     |     |
| DF              | 6  | Nacho             |     |     |
| DF              | 15 | Theo Hernández    |     |     |
| MF              | 20 | Marco Asensio     |     | 74' |
| MF              | 23 | Mateo Kovačić     |     |     |
| FW              | 7  | Cristiano Ronaldo |     | 83' |
| FW              | 17 | Lucas Vázquez     |     | 74' |
| Manager:        |    |                   |     |     |
| Zinedine Zidane |    |                   |     |     |

|               |    |                      |       |     |
| GK            | 1  | David de Gea         |       |     |
| RB            | 25 | Antonio Valencia (c) |       |     |
| CB            | 2  | Victor Lindelöf      |       |     |
| CB            | 12 | Chris Smalling       |       |     |
| LB            | 36 | Matteo Darmian       |       |     |
| CM            | 21 | Ander Herrera        |       | 56' |
| CM            | 31 | Nemanja Matić        |       |     |
| CM            | 6  | Paul Pogba           |       |     |
| RW            | 22 | Henrikh Mkhitaryan   |       |     |
| CF            | 9  | Romelu Lukaku        |       |     |
| LW            | 14 | Jesse Lingard        | 42'   | 46' |
| Rezerve:      |    |                      |       |     |
| GK            | 20 | Sergio Romero        |       |     |
| DF            | 17 | Daley Blind          |       |     |
| MF            | 8  | Juan Mata            |       |     |
| MF            | 16 | Michael Carrick      |       |     |
| MF            | 27 | Marouane Fellaini    |       | 56' |
| FW            | 11 | Anthony Martial      |       |     |
| FW            | 19 | Marcus Rashford      | 90+4' | 46' |
| Manager:      |    |                      |       |     |
| José Mourinho |    |                      |       |     |

| Omul meciului: Isco (Real Madrid) Arbitri asistenți: Elenito Di Liberatore (Italia) Mauro Tonolini (Italia) Arbitrul de rezervă: Clément Turpin (Franța) Arbitri adiționali: Davide Massa (Italia) Massimiliano Irrati (Italia) Rezerva arbitrului asistent: Riccardo Di Fiore (Italia) | - 90 de minute - 30 de minute suplimentare (dacă este necesar). - Lovituri de departajare dacă scorul este egal. - Șapte rezerve,însă doar trei vor putea fi utilizate. |

## Link-uri externe
- UEFA Super Cup (site-ul oficial)